# Alphabet national burkinabè
Pour les articles homonymes, voir Alphabet des langues nationales.
L’Alphabet national burkinabè, ou anciennement Alphabet national voltaïque, est un alphabet codifié par la Commission nationale des langues burkinabè (appelée Commission nationale des langues voltaïques jusqu’en 1984), sur la base duquel toutes les langues du Burkina Faso sont transcrites.
Il est créé en 1976 à la suite d'un séminaire pour l'harmonisation des transcriptions de toutes les langues burkinabè.
Il a été adopté officiellement par le décret no 79/055/PRES/ESRS, le 2 février 1979. Il comporte 42 symboles (31 consonnes et 11 voyelles),, dont notamment 27 pour le dogo-sɔ, 32 pour le fulfulde, 26 pour le moore et 28 pour le koromfe,. Cet alphabet succède à certains alphabets codifiés par plusieurs sous-commissions nationales spécifiques à certaines langues burkinabè (moore, jula, gulmancema, bwamu, fulfulde, dagara, kasim, bobo, lobiri, san, bisa, lyélé, nuni, etc.),.

Un séminaire réuni en 1976 a procédé à l'harmonisation des transcriptions de toutes les langues de Haute-Volta. Un alphabet national harmonisé est adopté, un comité technique national composé des linguistes et des utilisateurs du terrain veillera à la qualité des publications ainsi qu'a l'application des dispositions du décret sur l'alphabet national harmonisé. Ce décret sera signé dès que le prochain gouvernement sera formé.
| Majuscules | A | B  | Ɓ | C  | Ç | D | Ɗ | E | Ǝ | Ɛ  | F | G | GB | H | I | Ɩ | J | K | KP | L | M  |
| Minuscules | a | b  | ɓ | c  | ç | d | ɗ | e | ǝ | ɛ  | f | g | gb | h | i | ɩ | j | k | kp | l | m  |
| Majuscules | N | NY | Ŋ | ŊM | O | Ɔ | P | R | S | SH | T | U | Ü  | Ʋ | V | W | X | Y | Ƴ  | Z | ZH |
| Minuscules | n | ny | ŋ | ŋm | o | ɔ | p | r | s | sh | t | u | ü  | ʋ | v | w | x | y | ƴ  | z | zh |

Dans certaines langues, des lettres ne figurant pas dans l’alphabet national burkinabè de 1979 sont utilisées:
- la lettre a cursif ‹ ɑ › en koromfe d’Aribinda par certains auteurs[8],[9] ;
- la lettre v culbuté ‹ Ʌ, ʌ › en koromfe de Mengao par certains auteurs[9] ;
- la lettre w crocheté ‹ Ⱳ, ⱳ › en puguli ou lobiri[10].